# معراتة أم حوش
معراتة أم حوش قرية في منطقة اعزاز في محافظة حلب في سوريا. تقع شمال مدينة حلب.

## عنها
تقع قرية أم حوش على الطريق الواصل بين حلب جنوباً ومارع شمالاً حيث تبعد مسافة 25 كم عن محافظة حلب..ويقدر عدد سكنها بـ5500 نسمة يعمل معظم سكانها بالزراعة والبعض الآخر عمالة خارج سوريا..اتجه بعض شبابها إلى الدراسة والتحصيل العلمي ولكن الغالبية العظمى من شبابها يعمل في لبنان وليبيا والقليل في دول الخليج العربي تعد القرية متوسطة الدخل ويميل معظم سكانها للأستهلاك بدل من الاستثمار وتعتبر من القرى المخدمة نسبياً عن بقية القرى حيث يوجد فيها (مركز هاتف - مستوصف - أرشادية زراعية)..